# Waterstaat in Nederland

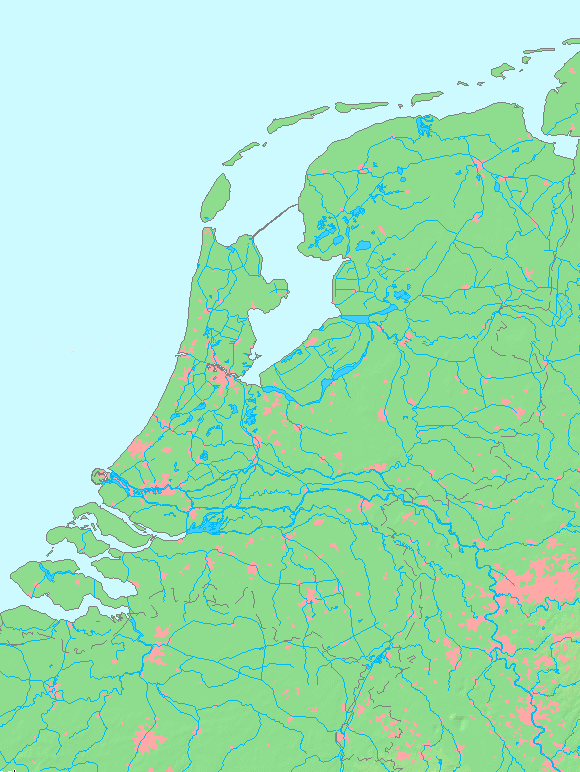
Kaart van Nederland met de belangrijkste waterwegen

De waterstaat in Nederland is de toestand van het water ten opzichte van het land.

## Toestand
|                     | Droog jaar | Gemiddeld jaar |
| ------------------- | ---------- | -------------- |
| miljard m³ per jaar |            |                |
| Toevoer             | 67         | 108            |
| Neerslag            | 21         | 27             |
| Rijn                | 42         | 70             |
| Maas                | 4          | 8              |
| Andere rivieren     | 2          | 3              |
| Afvoer              | 67         | 108            |
| Verdamping          | 21         | 18             |
| Verbruik            | 6          | 3              |
| Rivieren            | 41         | 86             |

### Rivieren
Uit de waterbalans van Nederland blijkt dat vooral de toevoer via de Rijn van belang is voor Nederland. Deze voert zelfs meer dan tweemaal zoveel water aan als door neerslag wordt geleverd. De Rijn heeft niet alleen een debiet dat zo'n negenmaal hoger ligt dan dat van de Maas, maar varieert ook minder. De verhouding tussen minimum en maximum afvoer van de Rijn ligt op ca. 1:20, terwijl het afvoerregime van de Maas varieert met een verhouding van 1:100. Om te lage waterstanden te voorkomen die scheepvaart onmogelijk maken en om bijvoorbeeld het zoetwaterreservoir in het IJsselmeer in stand te houden, past men afvoerregulering toe met stuwen. Op dezelfde manier heeft Rotterdam een dieper vaarwater door de Haringvlietdam. Naast de scheepvaart is het water dat wordt gewonnen uit de rivieren van belang voor huishoudens, industrie en landbouw. Naast de grote rivieren spelen de kleine rivieren een rol in de afwatering.
Om de kwaliteit van het Rijnwater te waarborgen, is de ICBR ingesteld. Hierbinnen werden afspraken gemaakt over de vermindering van onder andere de chloridebelasting en de chemische verontreiniging alsook over de ecologische waarden van de Rijn en de bescherming tegen hoogwater. Andere verontreinigingen die een rol spelen, zijn de thermische vervuiling die het zelfreinigend vermogen van het water verminderen en de eutrofiëring door onder andere fosfaten die een sterke algenbloei tot gevolg hebben.

### Meren
Meren komen vooral in West-Nederland en Zuidwest-Friesland voor. Daarnaast zijn er door het afgraven van veen voor de turfwinning veel plassen ontstaan. Ook de nodige zand- en grindgaten zijn meren geworden. De meertjes die zijn ontstaan door dijkdoorbraken worden wel wielen genoemd.

### Grondwater
De totale hoeveelheid grondwater bedraagt zo'n 3000 miljard m³. Hiervan bedraagt het aandeel zoet water zo'n 800 miljard m³. Voor de drinkwatervoorziening is met een aandeel van ca. 70% vooral het grondwater van belang. Uitzondering hierop is de Randstad, die ondanks de aanwezigheid van een zoetwaterzak onder de duinen, vooral is aangewezen op oppervlaktewater. Behalve onder de duinen, bevinden zich ook onder pleistocene heuvelgebieden als de Utrechtse Heuvelrug en de Veluwe grote zoetwaterreservoirs.

### Polders en droogmakerijen
Droogmakerijen en veel polders worden beschermd door dijken tegen het omliggende water en hebben veelal bemaling nodig voor de afwatering. Hiermee wordt overtollig water verwijderd dat afkomstig is van neerslag, maar vooral van kwel. Ook wordt het water regelmatig ververst om verzilting tegen te gaan. De afwatering vindt plaats via sloten en boezems naar het buitenwater.

### Getijden
De Nederlandse kust ondervindt een dubbeldaags getij. Springtij valt gemiddeld twee-en-een-kwart etmalen na volle- en nieuwe maan, en doodtij dezelfde periode na het eerste en laatste kwartier. het getijverschil varieert tussen 1,5 (ter hoogte van Den Helder) en 4,5 (Bath) meter. De verschillen worden veroorzaakt door de trechtervorm van de Noordzee en de afnemende waterdiepte richting het Nauw van Calais en zijn groter bij de estuaria. De wind kan hier een sterke invloed op hebben. Bij aflandige wind kan het water een meter lager staan, terwijl bij aanlandige wind de opstuwing 2,5 meter hoger water kan veroorzaken.
Naast de verticale waterbeweging, is er ook een horizontale waterbeweging. De richting van de getijstroom loopt parallel aan de kust en verandert met het getij. Daarnaast is er ook een reststroom die deels wordt veroorzaakt door de wind en deels door de Golfstroom en die in noordoostelijke richting beweegt.
Door een gunstige zeewatertemperatuur van 3 °C in de winter en 16 °C in de zomer zijn vooral de Waddenzee en de Oosterschelde belangrijk als kraamkamer van onder meer schol, tong en mosselen.

## Flevomeer - Almere - Zuiderzee
Aan het begin van Subatlanticum bestond het Flevomeer al. In deze periode ontstond een noordelijke verbinding met zee, waardoor het Oer-IJ bij Castricum langzaam verzandde. Na de Romeinse tijd zorgde afslag ervoor dat het zich uitbreidde tot het Almere. In de vroege middeleeuwen breidde de verbinding tussen het Almere en de Waddenzee zich uit tot het Vlie. In de 9e en 10e eeuw ontstond door inbraken de Middelzee, die daarna weer bedijkt werd en zo in de 16e eeuw weer volledig was drooggelegd. Bedijking van kwelder- en kustveengebieden zorgde ervoor dat tijdens stormen het zeewater niet meer over de kwelders kon uitstromen. Hierdoor steeg de stormvloedhoogte, waardoor de kans steeg op dijkdoorbraken. Deze vonden dan ook veelvuldig plaats.
Onder andere door de stormvloeden van de 13e eeuw en doordat met de Allerheiligenvloed van 1170 het Marsdiep Texel van Noord-Holland scheidde, trad een grotere erosie op waardoor de verbinding tussen het Almere en de Noordzee groter werd en de Zuiderzee ontstond.